# Камикава (Хиого)
Камикава (яп. 神河町 Камикава-тё:) — посёлок в Японии, находящийся в уезде Кандзаки префектуры Хиого. Площадь посёлка составляет 202,27 км², население — 11 610 человек (1 августа 2014), плотность населения — 57,40 чел./км².

## Географическое положение
Посёлок расположен на острове Хонсю в префектуре Хиого региона Кинки. С ним граничат города Асаго, Сисо, Химедзи и посёлки Итикава, Така.

## Население
Население посёлка составляет 11 610 человек (1 августа 2014), а плотность — 57,40 чел./км². Изменение численности населения с 1980 по 2005 годы:
| 1980 | 14 401 чел. |  |
| 1985 | 14 266 чел. |  |
| 1990 | 14 492 чел. |  |
| 1995 | 13 829 чел. |  |
| 2000 | 13 500 чел. |  |
| 2005 | 13 077 чел. |  |

## Символика
Деревом посёлка считается клён, цветком — цветок сакуры.